# Juan José Catriel
Juan José Catriel (Colonia Nievas, 1838 - Olavarría, 1910), de la dinastía de los Catriel, fue un cacique pampa. Era hijo de Juan "el joven" Catriel y hermano de Cipriano Catriel y de Marcelino Catriel.
Este jefe tuvo actuación entre los años 1865-1878. Luego de la muerte de su hermano Cipriano, ejecutado por su participación en la guerra civil, quedó al frente de la parcialidad de los "catrieleros" y continuó viviendo en el mismo lugar, cercano a Azul, hábitat tradicional de esa fracción. El nuevo jefe de la frontera, Nicolás Levalle, les exigió que permanecieran solamente en esa zona. Por su parte, el ministro de defensa Adolfo Alsina tomó la decisión de exigirles que se fueran del partido de Azul, sin indemnización y sin asegurarles adónde irían. Los indígenas fueron expulsados de sus tierras, para que los jefes militares y sus amigos pudieran tener más campos para comprar.
Poco después, más de cien de los hombres de Catriel fueron arrestados, injustamente acusados de haber pretendido sublevarse. Además se dispuso el traslado de toda la gente de los Catriel a dos guarniciones distintas, no lejos una de otra, pero asegurándose de que las familias quedaran definitivamente disminuidas. Desde entonces, Juan José no quiso tener más tratos con las autoridades, pues tenía el convencimiento de su plena libertad y de ser propietario nato y sin restricciones de la tierra que pisaba. Consideraba a su hermano Cipriano como un traidor a la estirpe, y se aprovechaba de los criollos argentinos para robarles su hacienda o hacerse entregar harina, carne, yerba, tabaco y ropas. Cipriano, en cambio, lo mismo que su padre o los demás caciques que vivían en orden bajo los acuerdos con el Gobierno de la Provincia de Buenos Aires, criaban a sus vacas, ovejas o caballos y sembraban maíz y avena, para mantenerlas.
Esta alteración inconsulta, diseñada visiblemente para debilitar a los indígenas, llevó a que muchos de los indios de Catriel se unieran en el «Malón Grande» de 1875. Gente de este último y de Namuncurá se sublevó y lograron el último gran arreo como parte de un malón. Fueron perseguidos de cerca, y la gente de Catriel debió mudarse al Desierto. Hasta allí lo fueron a buscar los militares, pero Juan José y su hermano Marcelino se salvaron porque el día antes habían mudado sus toldos seis leguas de distancia. Pero el Ejército continuó persiguiéndolos sin pausa y obligándolos a vivir como nómades, cosa a la que no estaban acostumbrados. Poco después se inició la construcción de la zanja de Alsina, que implicó una gran ganancia de terreno para los blancos, y la pérdida para los indígenas de sus mejores campos de engorde.
Los hombres de Catriel fueron perseguidos sin límite, por el solo hecho de serlo, olvidando toda la lealtad que estos indígenas habían mostrado siempre al gobierno. Diversas divisiones se turnaron para avanzar sobre el desierto, siempre en busca de los refugios más inaccesibles adonde se retiraban los hombres de Catriel; sucesivos combates fueron desfavorables a los indígenas, especialmente por los modernos fusiles que utilizaban los militares.
Perseguidos por todos lados, y medio muertos de hambre, finalmente en diciembre de 1878 Catriel y unos quinientos hombres de lanza se rindieron en Carmen de Patagones al coronel Lorenzo Vintter. Los jefes fueron embarcados y trasladados a la isla Martín García. Sus campos fueron repartidos entre colonos rusos y alemanes, mientras los jefes que podían defenderlos estaban presos y engrillados.
Pudo recobrar la libertad en el año 1886, y se instaló en la zona de Sierra Chica en el partido de Olavarría, dedicado a picar roca en las canteras o moliéndola para fabricación de cal o cemento. Vivía solo con su esposa, en un borde de la sierra.
Murió de cáncer el 16 de noviembre de 1910. Fue sucedido en el mando de lo poco que quedaba de su parcialidad por su hermano mayor Marcelino Catriel.